# Regne de Sabe
El regne de Sabe o Shabe fou un antic regne ioruba i avui dia regne tradicional, situat a l'est de la moderna república de Benín, al nord del regne de Ketu. El regne ocupava la confluència dels rius Weme (Ouéme) i Okpara i s'estenia al nord fins a Tchaourou; el riu Okpara el separava del regne de Ketu al sud. Si anteriorment la població ioruba era la gran majoria, avui dia s'hi han establert molts membres dels pobles dassa i mahi.
El regne es va originar en l'emigració de Shopasan, net d'Oduduwa. Després de creuar el riu Ogun, es van dividir en tres grups: Shopasan i el seu nebot Owe es van dirigir a l'oest i van fundar l'embrió del que fou el regne de Kotu; un segon grup, dirigit per "un jove príncep" es va dirigir al nord-oest i després al sud per fundar el regne de Sabe o Shabe; i el tercer grup es va dirigir al sud i va fundar el regne d'Oyo. El grup del jove príncep es va establir a Kilibo (al Bosc dels Lleons) però foren forçats a marxar més al sud a les muntanyes de Sabe on es van establir. Una variant de la llegenda identifica al príncep amb Saloube (però diu que era el més vell dels prínceps) i exposa que es van dirigir al nord cap a Borgu, on es van establir a l'assentament de Parakou i Saloube va morir; sota el tercer líder Adjongou, i després d'estar un temps a Tchaourou, es van dirigir a Kilibo on van restar durant nou regnats, però sota pressió dels seus veïns de Borgu es van haver de dirigir al sud a les muntanyes Sabe on vivien els ojodous que foren derrotats després de diverses batalles (una de les quals va durar 5 dies) en llocs que encara es recorden. Fray Moulero va recollir la llista de 21 reis de Sabe des de la sortida d'Ife fins al 1848 (dels quals només cinc van regnar a Sabe), però la llista sembla incompleta (en el mateix període a Ketu hi va haver 42 reis) i es coneixen altres llistes.
A la meitat del segle xviii la dinastia original d'Ife (anomenada Amusu) fou enderrocada per una nova dinastia procedent de Boko a Borgu. La reialesa i els principals cacicats van ser exercits per la nova dinastia, però els cacicats subordinats van restar a mans dels Amusu. Després de resistir durant molt de temps a les pressions de Borgu i Oyo, la nova dinastia va haver d'enfrontar al segle xix nous poders, els fong d'Abomey (Regne de Dahomey), els emirs d'Ilorin i fins i tot els atacs del regne egba d'Abeokuta i del regne d'Ijaye.

## Reis (Oba Omisabe)
- 1738 - 1765 Ola Obe
- 1765 - 1770 Ola Jagbo
- 1770 - 1795 Ola Aemon
- 1795 Ola Monen
- 1795 - 1825 Akikenju
- 1825 - 1840 Balogun Kosoni (usurpador)
- 1840 - 1845 Inen Mego (reina)
- 1845 - 1852 Oba Otewa
- 1852 - 1880 Interregne
- 1880 - 1887 Oba Alamun
- 1887 - 1915 Oba Akemum
- 1915 - 1945 Oba Adegboye
- 1945 - 1947 Oba Adeyemi
- 1947 - 1963 Oba Ademoyegun
- 1963 - ? Oba Adeggrfolu Kola Wole
- ? - 2005 Oba Adegamife
- 2005 - Oba Adetutu Akinmu